# Lestes angularis
Lestes angularis – gatunek ważki z rodziny pałątkowatych (Lestidae).